# Eclipse solar del 2 de octubre de 2024
Un eclipse solar anular ocurrió el 2 de octubre de 2024. Un eclipse solar ocurre cuando la Luna pasa entre la Tierra y el Sol, oscureciendo total o parcialmente la imagen del Sol para un observador en la Tierra. Un eclipse solar anular ocurre cuando el diámetro aparente de la Luna es menor que el del Sol, bloqueando la mayor parte de la luz solar y haciendo que el Sol parezca un anillo. Un eclipse anular se ve como un eclipse parcial en una región de la Tierra de miles de kilómetros de ancho.
Aparte de la Isla de Pascua y una pequeña porción cerca de los extremos meridionales de Argentina, Chile, sur de Bolivia y el norte de las Islas Malvinas, el camino de la antumbra del eclipse estuvo completamente sobre el océano Pacífico. La penumbra fue visible desde el sur de América del Sur, Hawái, las partes más suroccidentales de México (más específicamente, Baja California del Sur y Jalisco) y porciones de la Antártida. Aproximadamente 175 000 personas viven en el camino de la anularidad. La magnitud del eclipse fue de 0.93261, ocurriendo solo 56 minutos antes del apogeo.

## Detalles del eclipse
A continuación se muestran dos tablas con los detalles de este eclipse solar en particular. La primera tabla describe los momentos en los que la penumbra o umbra de la Luna alcanza el parámetro específico, y la segunda tabla describe varios otros parámetros relacionados con este eclipse.

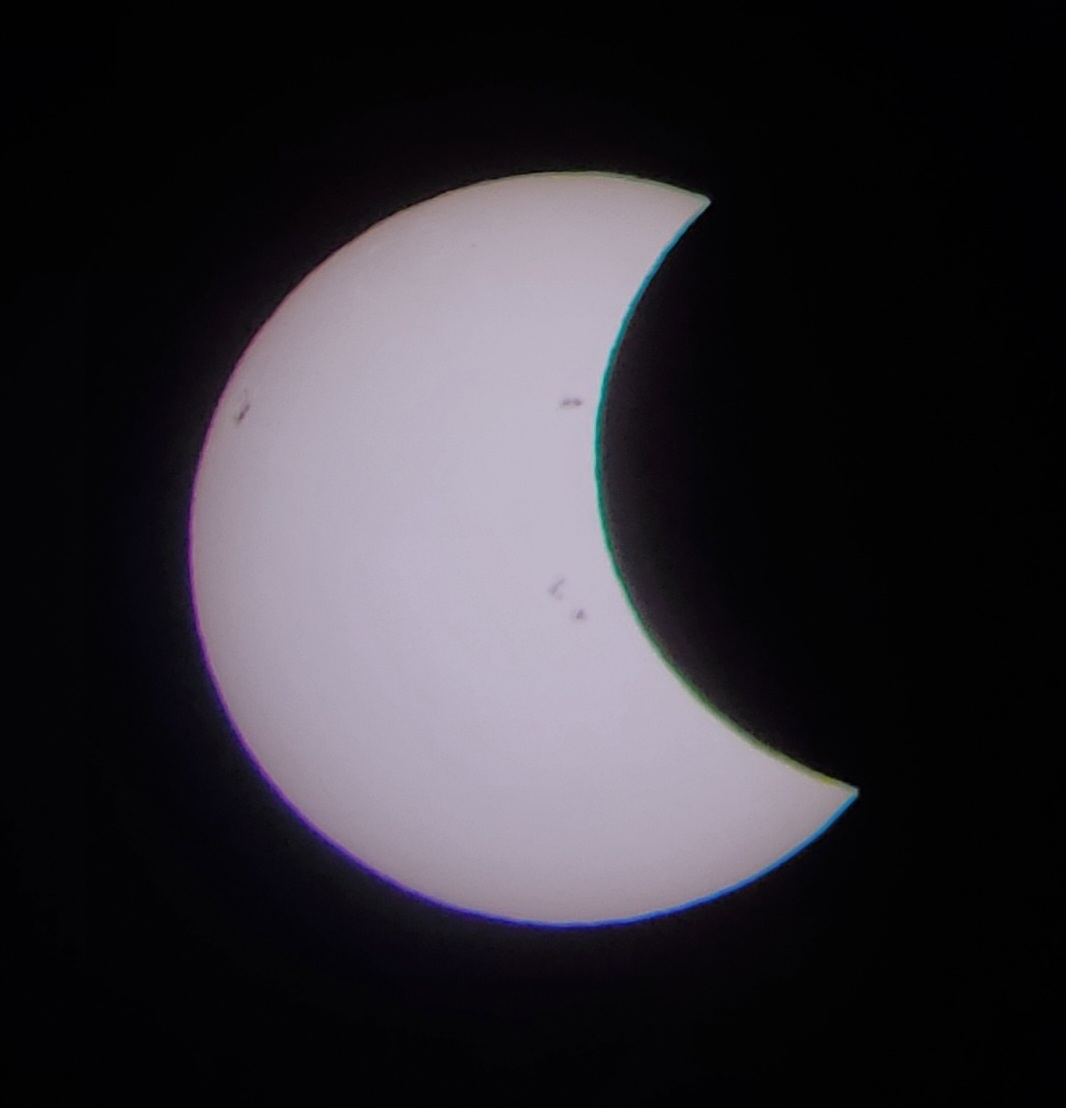
Eclipse parcial observado desde Montevideo, Uruguay
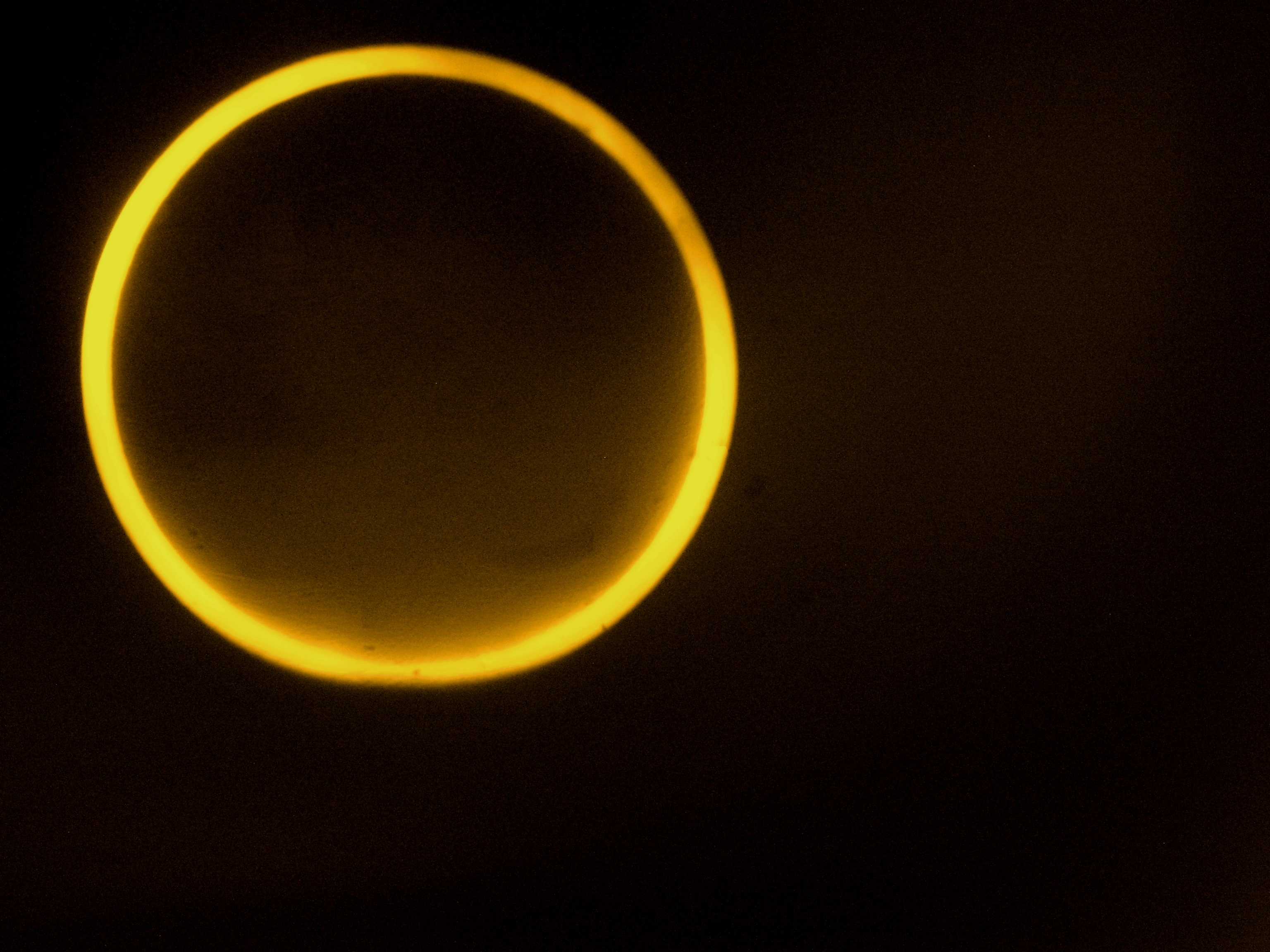
Eclipse anular desde la provincia de Santa Cruz, Argentina
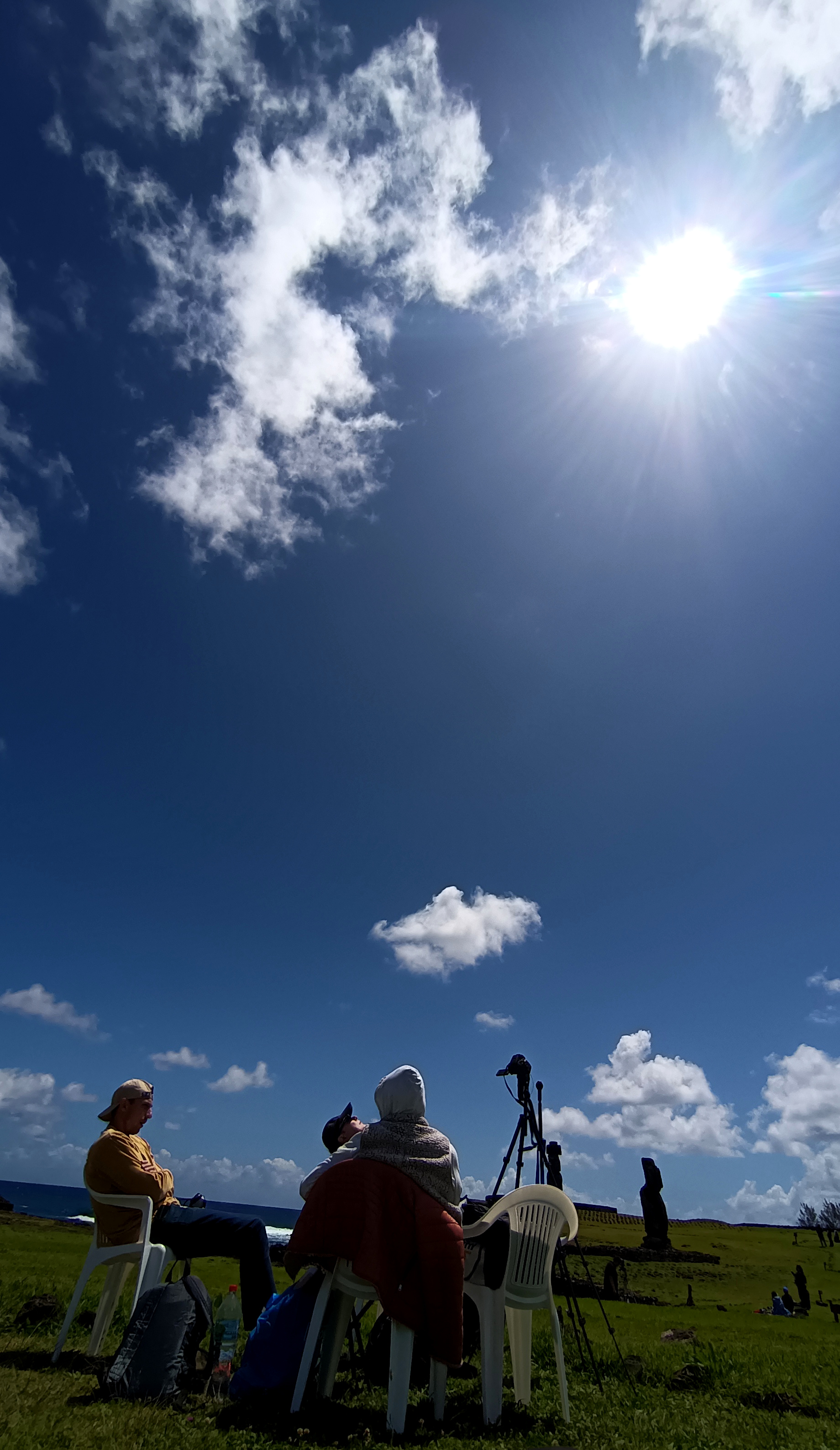
Cazadores de eclipse desde Ahu Tahai, Hanga Roa.

| Evento                            | Hora (UTC)                                |
| --------------------------------- | ----------------------------------------- |
| Primer contacto externo penumbral | 2 de octubre de 2024 a las 15:44:08.1 UTC |
| Primer contacto externo umbral    | 2 de octubre de 2024 a las 17:32:12.9 UTC |
| Primera línea central             | 2 de octubre de 2024 a las 16:54:48.8 UTC |
| Primer contacto interno umbral    | 2 de octubre de 2024 a las 16:57:52.5 UTC |
| Primer contacto interno penumbral | 2 de octubre de 2024 a las 18:16:51.2 UTC |
| Máximo del eclipse                | 2 de octubre de 2024 a las 18:46:13.3 UTC |
| Conjunción eclíptica              | 2 de octubre de 2024 a las 18:50:26.2 UTC |
| Duración mayor                    | 2 de octubre de 2024 a las 18:54:11.7 UTC |
| Conjunción ecuatorial             | 2 de octubre de 2024 a las 19:09:14.7 UTC |
| Último contacto interno penumbral | 2 de octubre de 2024 a las 19:15:02.0 UTC |
| Último contacto interno umbral    | 2 de octubre de 2024 a las 20:34:19.4 UTC |
| Última línea central              | 2 de octubre de 2024 a las 20:37:23.5 UTC |
| Último contacto externo umbral    | 2 de octubre de 2024 a las 20:40:27.0 UTC |
| Último contacto externo penumbral | 2 de octubre de 2024 a las 21:48:09.7 UTC |

| Parámetro                                 | Valor        |
| ----------------------------------------- | ------------ |
| Magnitud del eclipse                      | 0.93261      |
| Oscurecimiento del eclipse                | 0.86975      |
| Gamma                                     | −0.35087     |
| Ascensión recta del Sol                   | 12h36m58.9s  |
| Declinación del Sol                       | -03°59'03.9" |
| Semidiámetro del Sol                      | 15'58.9"     |
| Paralaje horizontal ecuatorial del Sol    | 08.8"        |
| Ascensión recta de la Luna                | 12h36m22.3s  |
| Declinación de la Luna                    | -04°15'35.4" |
| Semidiámetro de la Luna                   | 14'41.8"     |
| Paralaje horizontal ecuatorial de la Luna | 0°53'56.4"   |
| ΔT                                        | 71.7 s       |